# Gasthaus Sonne (Balingen)

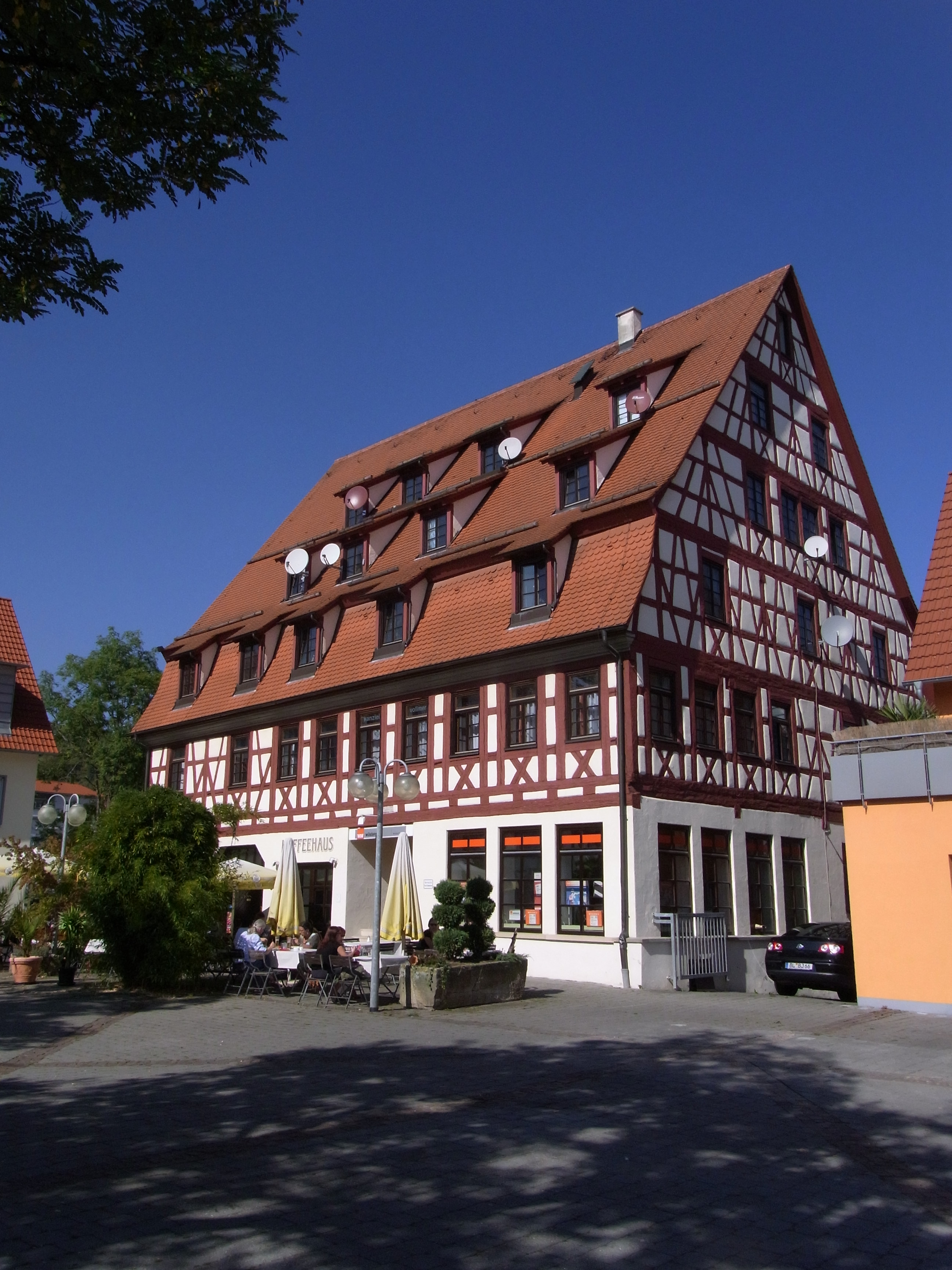
Gasthaus Sonne in Balingen

Das Gasthaus Sonne in Balingen, der Kreisstadt des Zollernalbkreises in Baden-Württemberg, wurde 1792 errichtet. Das Gasthaus am Viehmarktplatz 8 ist ein geschütztes Kulturdenkmal.
Das zweigeschossige Fachwerkhaus mit verputztem Erdgeschoss und Mansardgiebeldach besitzt als Schmuck lediglich Andreaskreuze.